# Minka Kelly

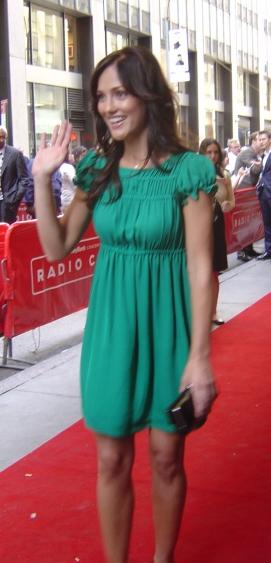
Minka Kelly

Minka Dumont Kelly (n. 24 iunie 1980, Los Angeles, California) este o actriță americană, cunoscută pentru serialul NBC Friday Night Lights.
Kelly este fiica ghitaristului Rick Dufay și a lui Maureene Kelly. În 2010 a fost aleasă Sexiest Woman Alive de magazinul Esquire. 

## Filmografie
- 2004: "Turbo-Charged"-Auftakt zu 2 Fast 2 Furious
- 2005: Devil’s Highway
- 2006: The Pumpkin Karver
- 2006: State’s Evidence
- 2007: Operation: Kingdom
- 500 de zile cu Summer (2009)
- 2010: The Roommate
- 2010: Searching for Sonny
- 2018: Titans